# Municipio de Valley (Míchigan)
El municipio de Valley (en inglés: Valley Township) es un municipio ubicado en el condado de Allegan en el estado estadounidense de Míchigan. En el año 2010 tenía una población de 2018 habitantes y una densidad poblacional de 21,65 personas por km².

## Geografía
El municipio de Valley se encuentra ubicado en las coordenadas 42°33′6.11″N 85°57′20.11″O / 42.5516972, -85.9555861. Según la Oficina del Censo de los Estados Unidos, el municipio tiene una superficie total de 93,2 km² (36,0 mi²), de la cual 85,3 km² (32,9 mi²) corresponden a tierra firme y 7,9 km² (3,1 mi²) (8.45%) es agua.

## Demografía
En el 2000 la renta per cápita promedia del hogar era de $30.875, y el ingreso promedio para una familia era de $32.688. El ingreso per cápita para la localidad era de $11.836. En 2000 los hombres tenían un ingreso per cápita de $28.789 contra $23.563 para las mujeres. Alrededor del 21.10% de la población estaba bajo el umbral de pobreza nacional.